# Vysílač Malý Javorový
Vysílač Malý Javorový se nachází na stejnojmenném vrchu v nadmořské výšce 947 m n. m. Objekt zajišťuje distribuci rozhlasového signálu pro město Třinec a okolí.
Rozhlasovým signálem pokrývá především východní část Moravskoslezského kraje. Kromě rozhlasového vysílače a ostatních radioreléových spojů jsou zde umístěny i základnové stanice (BTS) mobilních operátorů O2 a T-Mobile.

## Vysílané stanice

### Rozhlas
Přehled rozhlasových stanic vysílaných z vrchu Malý Javorový:
|    | Stanice         | Kmitočet  | Výkon (ERP) | Polarizace   |
| -- | --------------- | --------- | ----------- | ------------ |
| FM | ČRo Radiožurnál | 92,1 MHz  | 1 kW        | horizontální |
| FM | Hitrádio Orion  | 98,7 MHz  | 1 kW        | horizontální |
| FM | ČRo Ostrava     | 105,3 MHz | 1 kW        | horizontální |

Z vysílače se šíří i digitální rozhlas DAB+:
|      | Multiplex | Kanál | Kmitočet    | Výkon (ERP) | Polarizace |
| ---- | --------- | ----- | ----------- | ----------- | ---------- |
| DAB+ | ČRo DAB+  | 12D   | 229,072 MHz | 1 kW        | vertikální |